# Paul Heine
Paul Jean Heine, né le 4 mai 1900 à Fallais et y décédé le 1er juillet 1961, est un homme politique belge catholique.
Heine fut élu sénateur provincial de la province de Liège (1958-1965).
Monsieur Heine a également été médaillé par le Président américain à la suite de la Seconde Guerre mondiale, pour ses nombreux actes de résistance. Il a notamment hébergé des soldats dans son moulin, dévié des trains. Paul Jean Heine faisait partie de 3 groupes de résistance. Il a reçu comme remerciement des USA une médaille, ainsi qu’une lettre et également une Jeep Willys.